# Holger Svensson

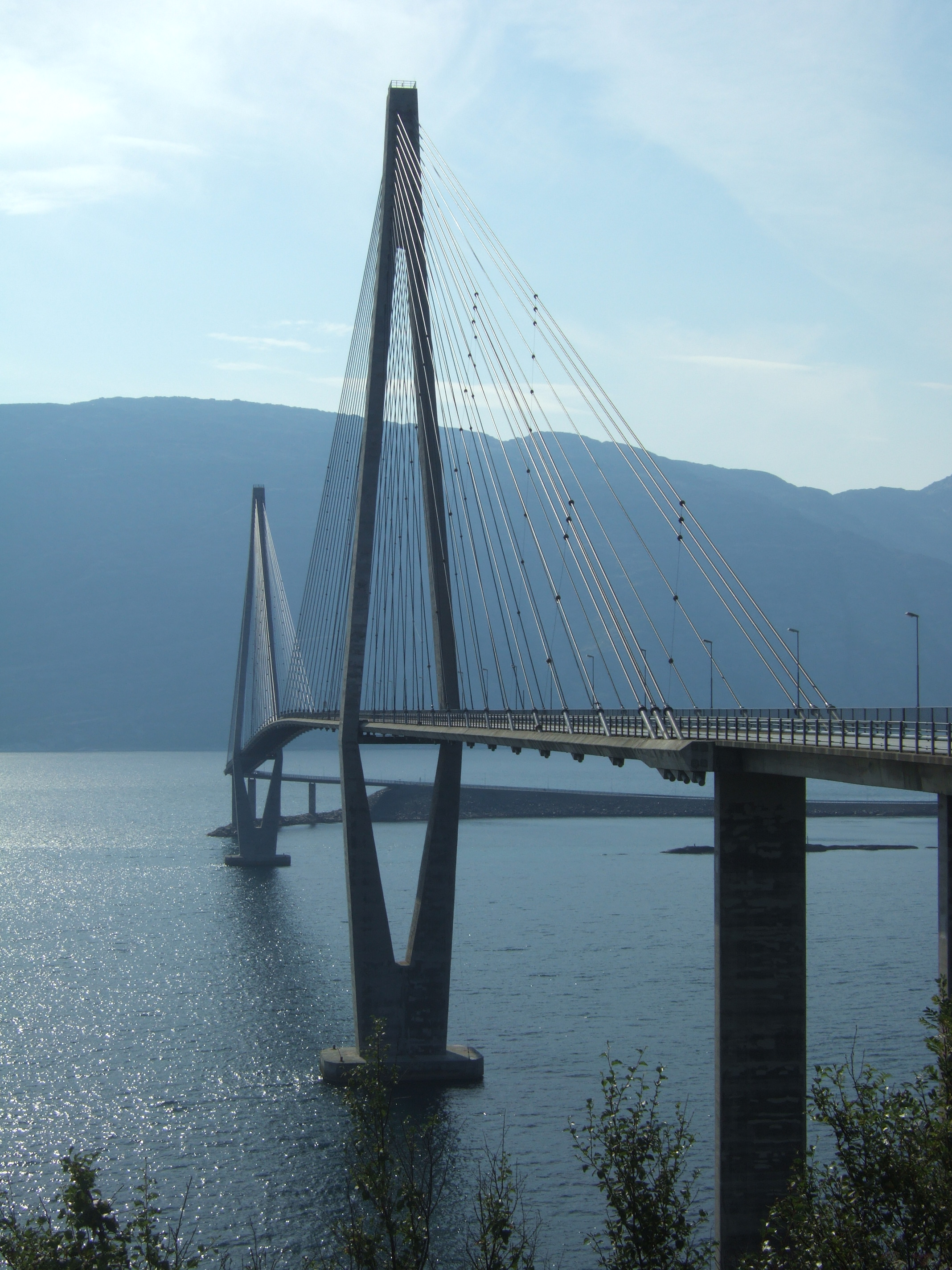
Helgelandbrücke, Norwegen, 1991 vollendet

Holger S. Svensson (* 1945 in Geesthacht)  ist ein deutscher Bauingenieur (Brückenbau, besonders Schrägseilbrücken).

## Biografie
Svenssons Großvater war Schwede und kam 1867 als Angestellter der Firma Dynamit Nobel nach Geesthacht. Sein Vater war zunächst in der Schutztruppe in Deutsch-Südwestafrika und dann international als Kaufmann tätig (New York, Guatemala), bevor er eine Baustoffhandlung in Geesthacht eröffnete. Ab 1964 studierte er Bauingenieurwesen an der Technischen Hochschule Stuttgart mit dem Diplom 1969. Zu seinen Lehrern gehörte auch Fritz Leonhardt, der aber selten selbst Vorlesungen hielt, die Studenten lernten aber aus seinem umfangreichen Skript über Massivbau. Von 1970 bis 1971 arbeitete er, von Fritz Leonhardt vermittelt, bei der Baufirma Grinaker in Südafrika (Sitz Johannesburg) und Botswana (ein Ingenieur von Grinaker war dafür im Austausch bei Leonhardt und Partner ein Jahr in Stuttgart) und ab 1972 war er im Ingenieurbüro Leonhardt, Andrä und Partner (LAP) in Stuttgart, wo er 1992 geschäftsführender Gesellschafter, 1993 kaufmännischer Geschäftsführer und von 1998 bis 2008 Sprecher der Geschäftsleitung war. Von 2003 bis 2008 leitete er die Hauptniederlassung in Stuttgart. Seit 2010 ist er selbständiger beratender Ingenieur und Honorarprofessor an der TU Dresden (Lehrauftrag Schrägkabelbrücken).
Bei LAP befasste er sich vor allem mit Entwurf und Prüfung von Großbrücken und besonders Schrägkabelbrücken. Von 1974 bis 1990 bearbeitete er nur Brücken im Ausland.

## Projekte (Auswahl)
- Pasco-Kennewick Brücke, Entwurf mit Leonhardt, die erste große Schrägseilbrücke in den USA (eröffnet 1978), an deren Einführung in den USA die Federal Highway Administration sehr interessiert war. Mit 300 m Spannweite damals Weltrekord bei Betonbalken-Schrägseilbrücken. Svensson war Projektleiter.
- East Huntington Brücke, Entwurf
- Sunshine Skyway Bridge, Entwurf
- East End Bridge
- Talmadge Memorial Bridge über den Savannah River, Entwurf
- Burlington Brücke über den Mississippi River, Entwurf
- Baytown Brücke (Fred Hartman Bridge, Houston Ship Channel), Entwurf
- Beton-Vorlandbrücke der Fleher Brücke, Detailbearbeitung
- Neckartalbrücke Weitingen, Entwurfsbearbeitung
- Entwurf: Brücke Wilsdruff und Siebenlehn an der A4, Warnowbrücke an der A 20, Neuköllner Autobahndreieck mit Bogenbrücke an der A 113
- Prüfung der Kochertalbrücke
- Helgelandbrücke, Entwurf
- Beratung beim Entwurf der Leven River Bridge über den Leven
- Ausführungsplanung Savebrücke über die Ada Ciganlija
- Weltbank-Gutachter für die Yangpu-Brücke
- Überprüfung der Penang Bridge
- Prüfingenieur bei der Högakustenbron, Uddevallabron (Sunningesund), Umeälvsbron und Svinesundbrücke in Schweden.
- Prüfung Golden Ears Bridge,
- Prüfung Pelješac-Brücke

## Ehrungen
- 1995 hielt er die Annual Lecture beim Henderson Colloquium der IABSE[1] (20 Years’ Experience with Cable-stayed bridges).
- 1999 James Watt Medal, Institution of Civil Engineers, London
- 2000 Henry Husband Prize, Institution of  Structural Engineers, London
- 2011 Emil-Mörsch-Denkmünze, Deutscher Beton- und Bautechnik-Verein E.V., Berlin
- 2012 ICARO Award der Universität La Coruna, Spanien
- 2013 Ehrenmitglied der IABSE, deren Vizepräsident er 2003 bis 2011 war.

Er war Mitglied der Jury im Deutschen Brückenbaupreis, des Ingenieurbau-Preises und des Ingenieurpreises des Deutschen Stahlbaus.

## Schriften
- Schrägkabelbrücken – 40 Jahre Erfahrung weltweit, Ernst und Sohn 2011 (englische Ausgabe 2012 bei Wiley-Blackwell)[2]